# Мо Чженьхуа
Мо Чженьхуа (спрощ.: 莫振华; кит. трад.: 莫振華; 5 травня 1929, Гонконг) — гонконзький і тайванський професійний футболіст. Народжений у Гонконзі від батьків — етнічних китайців, Мо на міжнародній арені представляв збірної Тайваню, а всю клубну кар'єру провів у гонконзькій лізі.

## Клубна кар'єра
Мо Чженьхуа народився в Гонконзі 5 травня 1929 року. На клубному рівні він провів усю кар'єру в клубі «Саут Чайна», і разом із Хо Чен Яу та Яо Чжуочжан складав основне атакуюче тріо команди. Ці три футболісти були відомі як «три тузи „Саут Чайна“».

## Міжнародна кар'єра
Мо Чженьхуа входив до складу збірної Тайваню, яка виграла золоті медалі на Азійських іграх 1954 та 1958 років. Він також забив гол на Олімпіаді 1960 року. Мо також грав у складі збірної китайців Гонконгу в не визнаному ФІФА матчі проти китайців Малайзії на Кубку Хо Хо; у 1957 році Мо також грав за збірну ліги Гонконгу на Кубку Мердека; ця команда майже повністю складалася з гравців клубу «Істерн», який проводив товариські матчі в Азійсько-Тихоокеанському регіоні. Однак Мо був єдиним гравцем цієї збірної, який не грав у клубі «Істерн» Ця представницька команда фактично складалася з 9 футболістів Гонконгу, які на міжнародному рівні представляли Республіку Китай (Тайвань). Мо також був обраний до символічної збірної гонконзької ліги 1961 року.

## Титули і досягнення
- Чемпіон Азійських ігор: 1954, 1958